# Кубок африканських чемпіонів 1975
Кубок африканських чемпіонів 1975 — 11-й розіграш турніру, що проходив під егідою КАФ. Матчі проходили з квітня 1975 року по 20 грудня 1975 року. Турнір проходив за олімпійською системою, команди грали по два матчі. Усього брали участь 28 команд. Чемпіонський титул удруге здобув гвінейський клуб «Гафія» з Конакрі.

## Перший раунд
| Команда 1        | Заг.  | Команда 2              | 1-й матч | 2-й матч |
| ---------------- | ----- | ---------------------- | -------- | -------- |
| Джоліба          | 3:0   | Майті Блекпул          | 2:0      | 1:0      |
| АСДР Фатіма      | 3:2   | Аль-Меррейх (Омдурман) | 3:0      | 0:2      |
| Баме             | 1:4   | Ломе I                 | 0:1      | 1:3      |
| Експресс         | 1:0   | Горсід                 | 1:0      | 0:0      |
| Віта (Кіншаса)   | 5:1   | Петроспорт             | 4:0      | 1:1      |
| Сілурес          | 5:2   | Етуаль Спортів         | 3:2      | 2:0      |
| Олімпік (Ніамей) | 1:6   | АСЕК Мімозас           | 0:2      | 1:4      |
| Грейт Олімпікс   | 1:4   | Енугу Рейнджерс        | 0:2      | 1:2      |
| Ембассорія       | 1:3   | Інтер Стар             | 1:1      | 0:2      |
| Бата Буллетс     | т. п. | Матлама                | —        | —        |
| Грін Баффалоз    | т. п. | Кор Асенюмо            | —        | —        |
| Гафія            | т. п. | Реал Банжул            | —        | —        |

Примітки
1. ↑  «АСДР Фатіма» після рахунку 0:2 пішов з поля як протест суддівству та був дискваліфікований із турніру.
2. ↑  «Матлама» знявся з турніру.
3. ↑  «Кор Асенюмо» знявся з турніру.
4. ↑  «Реал Банжул» знявся з турніру.

## Другий раунд
| Команда 1       | Заг.           | Команда 2              | 1-й матч | 2-й матч |
| --------------- | -------------- | ---------------------- | -------- | -------- |
| Інтер Стар      | 2:4            | Аль-Меррейх (Омдурман) | 0:0      | 2:4      |
| Джоліба         | 3:4            | Ломе I                 | 1:1      | 2:3      |
| Експресс        | 1:2            | Газль Аль-Мехалла      | 1:1      | 0:1      |
| Віта (Кіншаса)  | 2:3            | Гафія                  | 2:0      | 0:3      |
| КАРА            | 9:4            | Сілурес                | 4:0      | 5:4      |
| АСЕК Мімозас    | 2:2 (пен. 6:5) | АСФА (Дакар)           | 1:1      | 1:1      |
| Енугу Рейнджерс | 1:1(a)         | Янг Афріканс           | 0:0      | 1:1      |
| Бата Буллетс    | 2:5            | Грін Баффалоз          | 0:2      | 2:3      |

## Фінальний етап

### Чвертьфінал
| Команда 1         | Заг.           | Команда 2              | 1-й матч | 2-й матч |
| ----------------- | -------------- | ---------------------- | -------- | -------- |
| Газль Аль-Мехалла | 2:1            | Аль-Меррейх (Омдурман) | 2:1      | 0:0      |
| АСЕК Мімозас      | 2:3            | Ломе I                 | 1:0      | 1:3      |
| КАРА              | 2:2 (пен. 3:4) | Гафія                  | 2:0      | 0:2      |
| Грін Баффалоз     | 3:4            | Енугу Рейнджерс        | 2:2      | 1:2      |

### Півфінал
| Команда 1         | Заг. | Команда 2       | 1-й матч | 2-й матч |
| ----------------- | ---- | --------------- | -------- | -------- |
| Гафія             | 2:1  | Ломе I          | 1:0      | 1:1      |
| Газль Аль-Мехалла | 3:4  | Енугу Рейнджерс | 3:1      | 0:3      |

## Фінал
| 7 грудня 1975 |

| Гафія         | 1:0 | Енугу Рейнджерс |
| ------------- | --- | --------------- |
| Н'Джо Леа 20' |     |                 |

| «28 вересня», Конакрі Глядачів: 40 000 |

| 20 грудня 1975 |

| Енугу Рейнджерс     | 1:2 | Гафія                |
| ------------------- | --- | -------------------- |
| Обіаніка 20' (пен.) |     | Сорі Толо 88' (пен.) |

| «Суругеле», Лагос Глядачів: 50 000 |

| : | Чемпіон Кубка африканських чемпіонів 1975 Гафія (2-й титул) |